# België op de Olympische Zomerspelen 1936
België nam deel aan de Olympische Zomerspelen 1936 in Berlijn, Duitsland. Voor de derde keer op rij werd geen goud gewonnen. Wel werden drie bronzen medailles behaald.

## Medailleoverzicht
| Sport      | Olympiër | Discipline         | Medaille |
| ---------- | --- | ------------------ | -------- |
| Waterpolo  | Olympisch team * | mannen             | Brons    |
| Waterpolo  | * Gérard Blitz, Albert Castelyns, Pierre Coppieters Joseph De Combe, Henri De Pauw, Henri Disy Fernand Isselé, Edmond Michiels, Henri Stoelen |                    |          |
| Wielrennen | Auguste Garrebeek Armand Putzeys François Vandermotte                                                                                         | wegwedstrijd, team | Brons    |

## Deelnemers en resultaten

### Atletiek
| Olympiër            | Discipline             | Resultaat    | Prestatie |
| ------------------- | ---------------------- | ------------ | --- |
| Dieudonné Guthy     | 100m (m)               | 1e ronde     | serie 12: 4e |
| Dieudonné Guthy     | 200m (m)               | 1e ronde     | serie 8: 4e |
| Jan Verhaert        | 400m (m)               | 34e          | serie 3: 5e in 50,7 |
| Jan Verhaert        | 800m (m)               | halve finale | serie 1: 3e in 1.54,3 halve finale 3: 8e |
| René Geeraert       | 1500m (m)              | 1e ronde     | serie 1: 7e |
| Joseph Mostert      | 1500m (m)              | 1e ronde     | serie 4: 4e in 3.56,6 (NR) |
| Oscar Van Rumst     | 5000m (m)              | 1e ronde     | serie 2: 12e |
| Pierre Bajart       | 10000m (m)             | onbekend     | |
| Juul Bosmans        | 110m horden (m)        | 1e ronde     | serie 1: 5e |
| Juul Bosmans        | 400m horden (m)        | 7e           | serie 1: 2e in 53,8 halve finale 2: 4e in 53,47 |
| Oscar Van Rumst     | 3000m steeplechase (m) | 1e ronde     | serie 2: 6e in 10.05,0 |
| Felix Meskens       | marathon (m)           | 20e          | 2:51.19,0 |
| Robert Nevens       | marathon (m)           | 24e          | 2:55.51,0 |
| Émile Binet         | verspringen (m)        | onbekend     | |
| Émile Binet         | tienkamp (m)           | DNF          | 100m: 4e in 11,4 (735 punten) verspringen: 14e met 6,55m (688 punten) kogelstoten: 25e met 8,26m (311 punten) hoogspringen: 21e met 1,65m (616 punten) 400m: 7e in 52,2 (755 punten) 110m horden: 6e in 16,0 (776 punten) discuswerpen: 22e met 26,87m (363 punten) |
| Maurice Boulanger   | tienkamp (m)           | 17e          | 100m: 27e in 12,4 (517 punten) verspringen: 27e met 5,85m (522 punten) kogelstoten: 24e met 9,92m (615 punten) hoogspringen: 23e met 1,60m (563 punten) 400m: 22e in 55,1 (622 punten) 110m horden: 23e in 19,2 (444 punten) discuswerpen: 23e met 25,20m (324 punten) polsstokhoogspringen: 15e met 3,30m (613 punten) speerwerpen: 19e met 43,43m (471 punten) 1500m: 4e in 4.35,0 totaal: 5097 punten |
|                     |                        |              | |
| Catherine Stevens   | hoogspringen (v)       | 14e          | finale: 14e met 1,40m |
| Jeanne van Kesteren | speerwerpen (v)        | 11e          | finale: 11e met 33,13m |

### Basketbal
| Olympiër | Discipline | Resultaat | Prestatie                                                                |
| --- | ---------- | --------- | ------------------------------------------------------------------------ |
| Robert Brouwer Gustave Crabbe René Demanck Raymond Gérard Émile Laermans Guillaume Merckx Pierre Van Basselaere Gustave Vereecken | mannen     | 19e       | 1e ronde: V van Mexico: 9-32 1e ronde herkansingen: V van Uruguay: 10-17 |

### Boksen
| Olympiër         | Discipline  | Resultaat | Prestatie |
| ---------------- | ----------- | --------- | --- |
| Raoul Degryse    | -50,8kg (m) | 5e        | 1e ronde: W van SWE Hållberg: knock-out kwartfinale: W van PHI Nunag: punten halve finale: V van ITA Matta: punten |
| Joseph Cornelis  | -53,5kg (m) | 5e        | 1e ronde: vrij kwartfinale: W van CHI Vergara: punten halve finale: V van ITA Sergo: punten                        |
| Remi Lescrauwaet | -57,2kg (m) | 9e        | 1e ronde: W van SUI Zurflüh: punten kwartfinale: V van GER Miner: punten                                           |
| Simon Dewinter   | -61,2kg (m) | 9e        | 1e ronde: W van AUT Swatosch: knock-out kwartfinale: V van USA Scrivani: punten                                    |
| Gaspard Deridder | -66,2kg (m) | 9e        | 1e ronde: vrij 2e ronde: V van NED Dekkers: punten                                                                 |
| Jean De Schryver | -72,6kg (m) | 9e        | 1e ronde: vrij 2e ronde: V van POL Chmielewski: punten                                                             |
| Pol Goffaux      | -79,4kg (m) | 17e       | 1e ronde: V van TCH Havelka: punten                                                                                |
| Albert Robbe     | +79,4kg (m) | 9e        | 1e ronde: vrij 2e ronde: V van HUN Nagy: punten                                                                    |

### Gymnastiek
| Olympiër | Discipline        | Resultaat | Prestatie |
| --- | ----------------- | --------- | --------- |
| Julienne Boudewijns Thérèse De Grijze Anna Jordaens Denise Parmentier Jenny Schumacher Yvonne Van Bets Albertine Van Roy-Moens Caroline Verbraecken-De Loose | meerkamp team (v) | onbekend  |           |

### Hockey
| Olympiër | Discipline | Resultaat | Prestatie                                                                        |
| --- | ---------- | --------- | -------------------------------------------------------------------------------- |
| Lambert Adelot Henri Delaval Paul Delheid Raymond Distave Willy Hagenaers Edmond Leplat Eugène Moreau de Melen Édouard Portielje Jacques Putz Jacques Rensburg Emmanuel Van De Merghel Reggy Van De Putte Albert Van Den Branden Cornelis Wellens | mannen     | 7e        | groep C: 3e G tegen Nederland: 2-2 G tegen Frankrijk: 2-2 V van Zwitserland: 1-2 |

| Groep C |             |             |             |             |             |            |            |            |        |
| #       | Land        | Wedstrijden | Wedstrijden | Wedstrijden | Wedstrijden | Doelpunten | Doelpunten | Doelpunten | Punten |
| #       | Land        | G           | W           | G           | V           | V          | T          | Saldo      | Punten |
| 1       | Nederland   | 3           | 2           | 1           | 0           | 9          | 4          | +5         | 5      |
| 2       | Frankrijk   | 3           | 1           | 1           | 1           | 4          | 5          | -1         | 3      |
| 3       | België      | 3           | 0           | 2           | 1           | 5          | 6          | -1         | 2      |
| 4       | Zwitserland | 3           | 1           | 0           | 2           | 3          | 6          | -3         | 2      |

| Ronde      | Plaats | Land | Score       | Land |
| ---------- | ------ | ---- | ----------- | ---- |
| Groepsfase |        |      |             |      |
| Berlijn    | België | 2-2  | Nederland   |      |
| Berlijn    | België | 2-2  | Frankrijk   |      |
| Berlijn    | België | 1-2  | Zwitserland |      |

### Kanovaren
| Olympiër                          | Discipline               | Resultaat | Prestatie             |
| --------------------------------- | ------------------------ | --------- | --------------------- |
| Henri Honsia                      | K-1 1000m (m)            | 11e       | serie 2: 5e in 4.51,1 |
| Louis Maes                        | K-1 10000m (m)           | 11e       | 51.31,8               |
| Jules Deneumoulin                 | K-1 10000m vouwkajak (m) | 13e       | 58.20,1               |
| Frans De Blaes Albert Joris       | K-2 1000m (m)            | 11e       | serie 2: 5e in 4.42,1 |
| Charles Brahm Clement Spiette     | K-2 10000m (m)           | 9e        | 47.26,1               |
| Armand Pagnoulle Charles Pasquier | K-2 10000m vouwkajak (m) | 8e        | 49.57,1               |

### Moderne vijfkamp
| Olympiër                   | Discipline | Resultaat | Prestatie |
| -------------------------- | ---------- | --------- | --- |
| Édouard Écuyer de le Court | mannen     | 17e       | paardensport: 5e in 9.13,0 schermen: 1e met 27,5 punten schietsport: 17e met 183 punten zwemmen: 29e in 5.41,8 atletiek: 37e in 17.23,6 totaal: 94,5 punten    |
| Raoul Mollet               | mannen     | 25e       | paardensport: 2e in 9.09,6 schermen: 11e met 22,5 punten schietsport: 32e met 168 punten zwemmen: 38e in 7.22,2 atletiek: 31e in 15.45,5 totaal: 116 punten    |
| Jan Scheere                | mannen     | 34e       | paardensport: 24e in 10.25,6 schermen: 5e met 25,5 punten schietsport: 30e met 169 punten zwemmen: 36e in 6.36,2 atletiek: 38e in 18.13,1 totaal: 134,5 punten |

### Paardensport
| Olympiër                                                                             | Discipline     | Resultaat      | Prestatie      |
| Springconcours                                                                       | Springconcours | Springconcours | Springconcours |
| ------------------------------------------------------------------------------------ | -------------- | -------------- | -------------- |
| Henry de Menten de Horne                                                             | individueel    | 4e             | 8 strafpunten  |
| Georges Ganshof van der Meersch                                                      | individueel    | 11e            | 15 strafpunten |
| Yves Van Strydonk De Burkel                                                          | individueel    | DNF            | niet gefinisht |
| Henry de Menten de Horne Georges Ganshof van der Meersch Yves Van Strydonk De Burkel | team           | DNF            | niet gefinisht |

### Roeien
| Olympiër                                                             | Discipline      | Resultaat | Prestatie                                          |
| -------------------------------------------------------------------- | --------------- | --------- | -------------------------------------------------- |
| Frans Thissen Edmond Van Herck                                       | twee-zonder (m) | 10e       | serie 1: 3e in 7.38,1 halve finale 3: 3e in 9.33,1 |
| Willy Collet Jean De Rode Harry Peeters Paul Siebels René Vingerhoet | vier-met (m)    | 15e       | serie 3: 5e in 7.08,5 halve finale 3: 4e in 8.27,4 |

### Schermen
| Olympiër                                                                                           | Discipline      | Resultaat | Prestatie |
| -------------------------------------------------------------------------------------------------- | --------------- | --------- | --- |
| Hervé de Bergendael                                                                                | degen (m)       | 17e       | 1e ronde groep 3: 1e (6-0) kwartfinale D: 5e (5-0) halve finale B: 9e (2-0) |
| Charles Debeur                                                                                     | degen (m)       | 5e        | 1e ronde groep 6: 2e (4-0) kwartfinale A: 2e (5-1) halve finale A: 5e (5-0) finale: 5e V van ITA Riccardi: 3-3 V van ITA Ragno: 1-3 V van ITA Cornaggia-Medici: 2-3 V van SWE Drakenberg: 1-3 W van BEL Stasse: 3-1 V van POR da Silveira: 2-3 W van GBR Campbell-Gray: 3-1 W van HUN Bay: 3-2 W van GRE Zalokostas: 3-2 |
| Raymond Stasse                                                                                     | degen (m)       | 7e        | 1e ronde groep 4: 1e (6-0) kwartfinale B: 3e (7-0) halve finale B: 1e (7-1) finale: 7e V van ITA Riccardi: 3-3 V van ITA Ragno: 2-3 V van ITA Cornaggia-Medici: 2-3 V van SWE Drakenberg: 3-3 V van BEL Debeur: 1-3 W van POR da Silveira: 3-2 W van GBR Campbell-Gray: 3-0 V van HUN Bay: 1-3 W van GRE Zalokostas: 3-1 |
| Hervé de Bergendael Charles Debeur Marcel Heim Jean Plumier Raymond Stasse Robert T'Sas            | degen team (m)  | 5e        | 1e ronde groep 5: 2e (1-0) kwartfinale C: 2e (1-0) halve finale A: 3e (1-2) |
| Raymond Bru                                                                                        | floret (m)      | 6e        | 1e ronde groep 9: 3e (3-2) 2e ronde groep 5: 2e (3-1) kwartfinale B: 3e (2-3) halve finale A: 4e (4-3) finale: 6e V van ITA Gaudini: 2-5 V van FRA Gardère: 4-5 V van ITA Bocchino: 1-5 W van GER Casmir: 5-4 V van ITA Guaragna: 3-5 W van FRA Gardère: 5-4 W van BEL de Bourguignon: 5-3                               |
| Georges de Bourguignon                                                                             | floret (m)      | 8e        | 1e ronde groep 7: 1e (5-0) 2e ronde groep 4: 3e (3-1) kwartfinale C: 4e (2-2) halve finale A: 6e (2-5) finale: 8e V van ITA Gaudini: 2-5 V van FRA Gardère: 3-5 V van ITA Bocchino: 2-5 V van GER Casmir: 2-5 V van ITA Guaragna: 3-5 V van FRA Gardère: 2-5 V van BEL Bru: 3-5                                          |
| Paul Valcke                                                                                        | floret (m)      | 11e       | 1e ronde groep 1: 3e (4-2) 2e ronde groep 1: 2e (4-1) kwartfinale D: 2e (1-0) halve finale B: 4e (4-3) |
| Raymond Bru Georges de Bourguignon Jean Heeremans Henri Paternóster André Van De Werve Paul Valcke | floret team (m) | 5e        | 1e ronde groep 1: 1e (1-0) kwartfinale C: 2e (1-0) halve finale B: 3e (1-2) |
| Georges Heywaert                                                                                   | sabel (m)       | 60e       | 1e ronde groep 1: 8e (1-6) |
| Eugène Laermans                                                                                    | sabel (m)       | 19e       | 1e ronde groep 6: 1e (5-1) kwartfinale A: 5e (2-3) |
| Robert Van Den Neucker                                                                             | sabel (m)       | 9e        | 1e ronde groep 5: 3e (5-2) kwartfinale E: 3e (3-2) halve finale A: 2e (3-0) finale: 9e V van HUN Kabos: 1-5 V van ITA Marzi: 2-5 V van HUN Gerevich: 0-5 V van HUN Rajcsányi: 2-5 V van ITA Pinton: 2-5 V van ITA Gaudini: 2-5 V van POL Sobik: 3-5 V van AUT Losert: 3-5                                                |
| Henri Brasseur Georges Heywaert Eugène Laermans Robert Van Den Neucker Hubert Van Nerom            | sabel team (m)  | 9e        | 1e ronde groep 3: 2e (1-0) kwartfinale B: 4e (1-2) |
| |                 |           | |
| Jenny Addams                                                                                       | floret (v)      | 6e        | 1e ronde groep 6: 2e (4-1) kwartfinale A: 2e (4-1) halve finale A: 1e (3-1) finale: 6e V van HUN Elek: 1-5 V van GER Mayer: 0-5 V van AUT Müller-Preis: 2-5 V van GER Haß: 4-5 V van DEN Lachmann: 1-5 W van HUN Vargha: 5-2 W van AUT Grasser: 5-1                                                                      |
| Adèle Christiaens                                                                                  | floret (v)      | 26e       | 1e ronde groep 3: 3e (3-2) kwartfinale B: 6e (0-5) |
| Madeleine Scrève                                                                                   | floret (v)      | 19e       | 1e ronde groep 5: 3e (3-1) kwartfinale C: 4e (1-3) |

### Schietsport
| Olympiër           | Discipline              | Resultaat | Prestatie                       |
| ------------------ | ----------------------- | --------- | ------------------------------- |
| François Lafortune | 50m geweer liggend (m)  | 40e       | 289 punten                      |
| Marcel Lafortune   | 50m geweer liggend (m)  | 55e       | 285 punten                      |
| Paul Van Asbroeck  | 50m geweer liggend (m)  | 55e       | 285 punten                      |
| François Lafortune | 50m pistool (m)         | 39e       | 495 punten: (75-78-90-89-84-79) |
| Marcel Lafortune   | 50m pistool (m)         | 13e       | 524 punten: (83-87-89-85-85-95) |
| Paul Van Asbroeck  | 50m pistool (m)         | 31e       | 510 punten: (90-86-87-71-89-87) |
| François Lafortune | 25m snelvuurpistool (m) | onbekend  |                                 |
| Marcel Lafortune   | 25m snelvuurpistool (m) | 12e       | 28 punten: (18-6-4)             |

### Waterpolo
| Olympiër | Discipline | Resultaat | Prestatie |
| --- | ---------- | --------- | --- |
| Gérard Blitz Albert Castelyns Pierre Coppieters Joseph De Combe Henri De Pauw Henri Disy Fernand Isselé Edmond Michiels Henri Stoelen | mannen     | Brons     | groepsfase: 1e G tegen Nederland: 1-1 W van Verenigde Staten: 4-3 W van Uruguay: 1-0 halve finale A: 2e V van Hongarije: 0-3 G tegen Nederland: 1-1 W van Groot-Brittannië: 6-1 finale: 3e V van Hongarije: 0-3 V van Duitsland: 1-4 W van Frankrijk: 3-1 |

| Groep A |                  |             |             |             |             |            |            |            |        |
| #       | Land             | Wedstrijden | Wedstrijden | Wedstrijden | Wedstrijden | Doelpunten | Doelpunten | Doelpunten | Punten |
| #       | Land             | G           | W           | G           | V           | V          | T          | Saldo      | Punten |
| 1       | België           | 3           | 2           | 1           | 0           | 6          | 4          | +2         | 5      |
| 2       | Nederland        | 3           | 1           | 2           | 0           | 5          | 4          | +1         | 4      |
| 3       | Verenigde Staten | 3           | 1           | 0           | 2           | 7          | 8          | -1         | 2      |
| 4       | Uruguay          | 3           | 0           | 1           | 2           | 2          | 4          | -2         | 1      |

| Ronde      | Plaats | Land | Score            | Land |
| ---------- | ------ | ---- | ---------------- | ---- |
| Groepsfase |        |      |                  |      |
| Berlijn    | België | 1-1  | Nederland        |      |
| Berlijn    | België | 4-3  | Verenigde Staten |      |
| Berlijn    | België | 1-0  | Uruguay          |      |

| Halve finale |                  |             |             |             |             |            |            |            |        |
| #            | Land             | Wedstrijden | Wedstrijden | Wedstrijden | Wedstrijden | Doelpunten | Doelpunten | Doelpunten | Punten |
| #            | Land             | G           | W           | G           | V           | V          | T          | Saldo      | Punten |
| 1            | Hongarije        | 3           | 3           | 0           | 0           | 21         | 1          | +20        | 6      |
| 2            | België           | 3           | 1           | 1           | 1           | 4          | 5          | -1         | 3      |
| 3            | Nederland        | 3           | 0           | 2           | 1           | 5          | 13         | -8         | 2      |
| 4            | Groot-Brittannië | 3           | 0           | 1           | 2           | 6          | 20         | -14        | 1      |

| Ronde        | Plaats | Land | Score            | Land |
| ------------ | ------ | ---- | ---------------- | ---- |
| Halve finale |        |      |                  |      |
| Berlijn      | België | 0-3  | Hongarije        |      |
| Berlijn      | België | 1-1  | Nederland        |      |
| Berlijn      | België | 6-1  | Groot-Brittannië |      |

| Finale |           |             |             |             |             |            |            |            |        |
| #      | Land      | Wedstrijden | Wedstrijden | Wedstrijden | Wedstrijden | Doelpunten | Doelpunten | Doelpunten | Punten |
| #      | Land      | G           | W           | G           | V           | V          | T          | Saldo      | Punten |
| 1      | Hongarije | 3           | 2           | 1           | 0           | 10         | 2          | +8         | 5      |
| 2      | Duitsland | 3           | 2           | 1           | 0           | 14         | 4          | +10        | 5      |
| 3      | België    | 3           | 1           | 0           | 2           | 4          | 8          | -4         | 2      |
| 4      | Frankrijk | 3           | 0           | 0           | 3           | 2          | 16         | -14        | 0      |

| Ronde   | Plaats | Land | Score     | Land |
| ------- | ------ | ---- | --------- | ---- |
| Finale  |        |      |           |      |
| Berlijn | België | 0-3  | Hongarije |      |
| Berlijn | België | 1-4  | Duitsland |      |
| Berlijn | België | 3-1  | Frankrijk |      |

### Wielersport
| Olympiër                                                                  | Discipline               | Resultaat | Prestatie                                                                                         |
| Baan                                                                      | Baan                     | Baan      | Baan                                                                                              |
| ------------------------------------------------------------------------- | ------------------------ | --------- | ------------------------------------------------------------------------------------------------- |
| Henri Collard                                                             | sprint (m)               | 5e        | 1e ronde: W van AUS Gray: 13,2 2e ronde: W van USA Sellinger: 13,2 kwartfinale: V van GER Merkens |
| Frans Cools                                                               | 1000m tijdrit (m)        | 12e       | 1.16,0                                                                                            |
| Frans Cools Roger Pirotte                                                 | tandem (m)               | 5e        | 1e ronde: W van Denemarken: 11,4 kwartfinale: V van Frankrijk                                     |
| Jean Alexandre Frans Cools Auguste Garrebeek Armand Putzeyse              | ploegenachtervolging (m) | 5e        | 1e ronde: W van Hongarije: 4.54,0 kwartfinale: W van Denemarken                                   |
| Weg                                                                       |                          |           |                                                                                                   |
| Auguste Garrebeek                                                         | wegwedstrijd (m)         | 8e        | 2:33.06,6                                                                                         |
| Jef Lowagie                                                               | wegwedstrijd (m)         | DNF       | niet gefinisht                                                                                    |
| Armand Putzeyse                                                           | wegwedstrijd (m)         | 8e        | 2:33.06,6                                                                                         |
| Jean-François Van Der Motte                                               | wegwedstrijd (m)         | 16e       | 2:33.08,0                                                                                         |
| Auguste Garrebeek Jef Lowagie Armand Putzeyse Jean-François Van Der Motte | wegwedstrijd team (m)    | Brons     | 7:39.21,0                                                                                         |

### Worstelen
| Olympiër            | Discipline  | Resultaat   | Prestatie                                                                            |
| Vrije stijl         | Vrije stijl | Vrije stijl | Vrije stijl                                                                          |
| ------------------- | ----------- | ----------- | ------------------------------------------------------------------------------------ |
| Gustave Laporte     | -56kg (m)   | 8e          | 1e ronde: V van HUN Zombori 2e ronde: W van TCH Nič 3e ronde: V van GER Herbert      |
| Hector Riské        | -61kg (m)   | 11e         | 1e ronde: V van FIN Pihlajamäki 2e ronde: V van TUR Erkan                            |
| Jean Lalemand       | -66kg (m)   | 13e         | 1e ronde: V van FIN Pihlajamäki 2e ronde: V van ITA Romagnoli                        |
| Julien Beke         | -72kg (m)   | 7e          | 1e ronde: V van USA Lewis 2e ronde: W van IND Anwar 3e ronde: V van CAN Schleimer    |
| Frans Van Hoorebeke | -79kg (m)   | 11e         | 1e ronde: V van FIN Luukko 2e ronde: V van TCH Sysel                                 |
| Maurice Beke        | -87kg (m)   | 10e         | 1e ronde: V van AUS Scarf 2e ronde: V van GER Siebert                                |
| Léon Charlier       | +87kg (m)   | 10e         | 1e ronde: V van TUR Çoban 2e ronde: V van TCH Klapuch                                |
| Grieks-Romeins      |             |             |                                                                                      |
| Alfred Gilles       | -56kg (m)   | 14e         | 1e ronde: V van POL Rokita 2e ronde: V van HUN Lőrincz                               |
| August Scherpenisse | -61kg (m)   | 18e         | 1e ronde: V van LAT Kundziņš 2e ronde: opgave                                        |
| Adolphe Osselaer    | -66kg (m)   | 17e         | 1e ronde: V van TUR Arikan 2e ronde: V van FIN Koskela                               |
| Jean de Feu         | -72kg (m)   | 7e          | 1e ronde: W van AUT Hametner 2e ronde: V van GER Schäfer 3e ronde: V van EST Puusepp |

### Zeilen
| Olympiër                | Discipline         | Resultaat | Prestatie                          |
| ----------------------- | ------------------ | --------- | ---------------------------------- |
| Albert van den Abeele   | eenmans Olympiajol | 23e       | 54 punten: (DNF-18-20-17-17-18-12) |
| Victor Godts Albert Vos | star               | 12e       | 18 punten: (11-9-DNF-8-10-12-10)   |

Afghanistan · Argentinië · Australië · België · Bermuda · Bolivia · Brazilië · Brits-Indië · Bulgarije · Canada · Chili · Colombia · Costa Rica · Denemarken · Duitsland · Egypte · Estland · Filipijnen · Finland · Frankrijk · Griekenland · Groot-Brittannië · Hongarije · IJsland · Italië · Japan · Joegoslavië · Letland · Liechtenstein · Luxemburg · Malta · Mexico · Monaco · Nederland · Nieuw-Zeeland · Noorwegen · Oostenrijk · Peru · Polen · Portugal · Republiek China · Roemenië · Tsjecho-Slowakije · Turkije · Uruguay · Verenigde Staten · Zuid-Afrika · Zweden · Zwitserland